# Михайловская улица (Ломоносов)
Миха́йловская у́лица — улица в городе Ломоносове Петродворцового района Санкт-Петербурга. Проходит от дома 53 а  и до Еленинской улицы.

.

## История
Первоначальное название — Но́вая улица. Оно появилось в 1800-х годах.

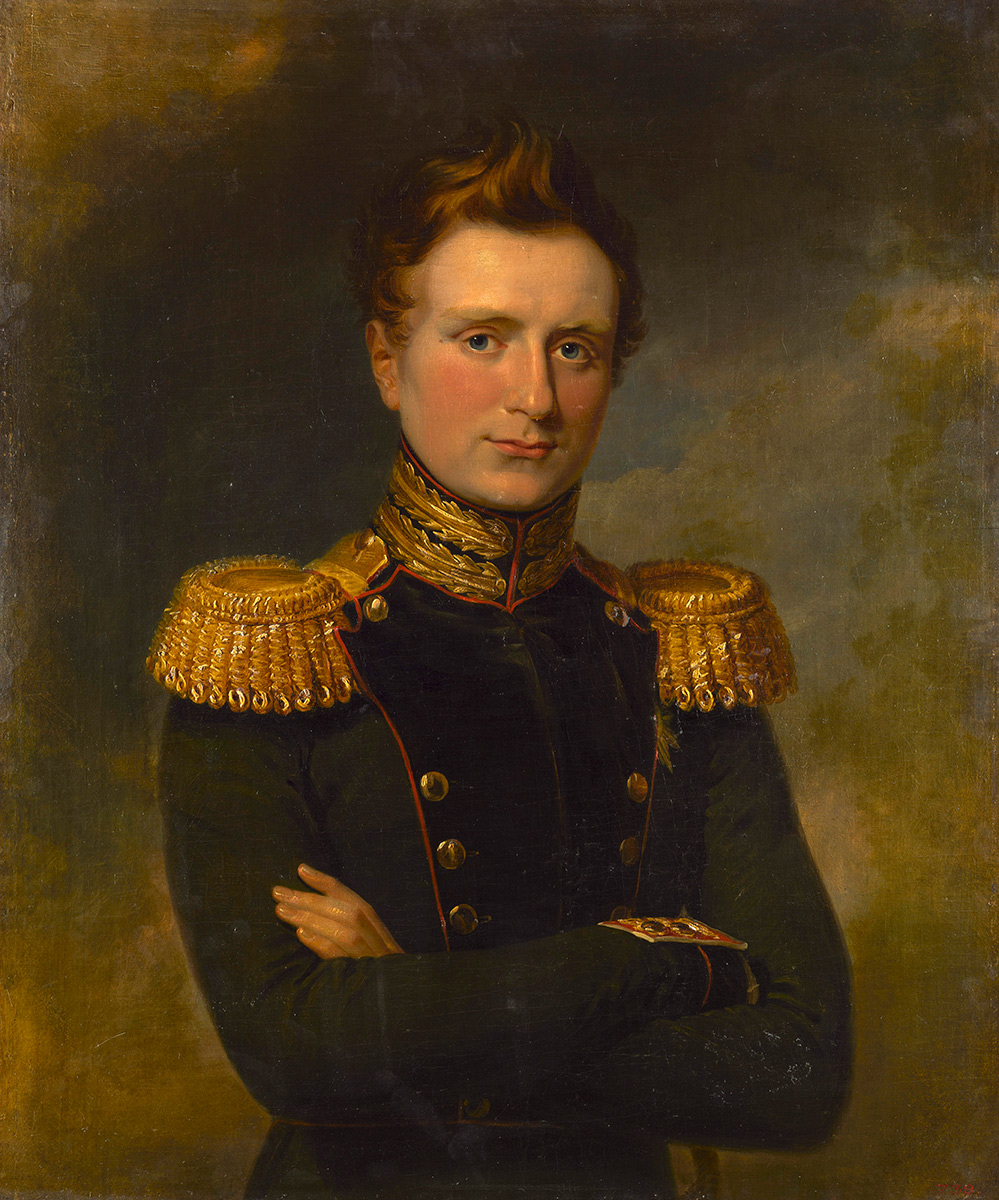
1829 год. Великий князь Михаил Павлович. Портрет работы Джорджа Доу

27 февраля 1869 года улицу переименовали в Михайловскую — в честь владельца Ораниенбаума великого князя Михаила Павловича. По данным плана Ораниенбаума начала XX века, улица проходила от Еленинской улицы до Загородной улицы.
В 1919 году в ходе очередного переименования улица стала проспектом Свердло́ва — в честь советского государственного деятеля Я. М. Свердлова.
13 января 1998 года проспекту вернули название Михайловская улица.
Михайловская улица состоит из двух разорванных фрагментов — от Еленинской улицы до улицы Победы и от улицы Победы до дома 53а. Это произошло не позднее 1965 года, когда улицу Победы продлили от Швейцарской улицы до Полигонного переулка. Участок от улицы Федюнинского до улицы Победы представляет собой грунтовку и фактически не является улицей.

## Застройка

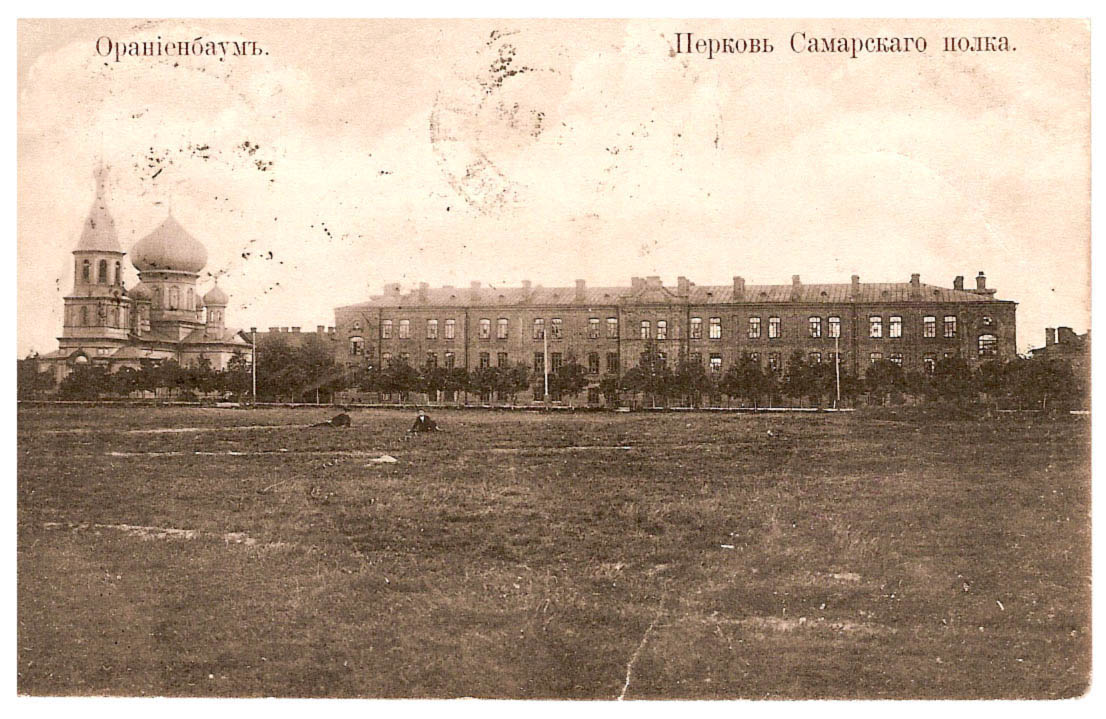
Дореволюционная фотография. Церковь, казармы и плац Самарского полка

- дом 4/1 — жилой дом (конец XIX — начало XX в.; объект культурного наследия регионального значения[5]).
- дом 8 — жилой дом (конец XIX — начало XX в.; объект культурного наследия регионального значения[5]). В 2011 году серьёзно пострадал в результате пожара. Весной или летом 2015 года снесён. Компания-собственник планирует его воссоздать[6].
- дом 10 — жилой дом (начало XX в.; объект культурного наследия регионального значения[5]).
- дом 14 — здание ОАО «51-й центральный конструкторско-технологический институт судоремонта».
- дом 19а — жилой дом (начало XX в.; объект культурного наследия регионального значения)[7]).
- дом 21а — часовня Святителя Николая Чудотворца, Преподобного Серафима Саровского и царицы Александры (1904, арх. П. П. Соколов; объект культурного наследия федерального значения[7]).
- дом 22 — комплекс казарм 147-го пехотного Самарского полка (1890-е; объект культурного наследия регионального значения[5]).
- Около дома 24/22 — «Дом, где в 1880-е годы жил известный русский поэт А. Н. Плещеев» (объект культурного наследия регионального значения[8]; утрачен).
- дом 40/7 — бывший Ломоносовский молочный завод. Снесён. Планируется строительство торгового центра[9].
- дом 51 — жилой дом, построенный в 2023 году (сдавался секциями начиная с 2019 года) на месте Ломоносовского ремонтно-строительного управления[10].

## Перекрёстки
- Еленинская улица
- улица Костылева
- Петровский переулок
- Александровская улица
- Швейцарская улица
- Парковый переулок
- Загородная улица
- Инженерная улица (два перекрёстка)
- улица Победы (два перекрёстка)